# Алатырев, Валерий Иванович
Валерий Иванович Алатырев (27 января 1940, село Куженер, Марийская АССР, РСФСР, СССР — 29 апреля 1996, Казань, Республика Татарстан, Россия) — советский и российский физиолог, доктор биологических наук, профессор Казанского государственного университета.

## Биография
Родился 27 января 1940 года в селе Куженер Марийской АССР.
Окончил в 1963 году Казанский государственный медицинский институт.
После окончания учёбы работал врачом в Йошкар-Оле — столице Марийской АССР.
В 1965 году поступил на работу в Казанский государственный университет на кафедру физиологии человека и животных биолого-почвенного факультета:
- аспирант,
- после окончания аспирантуры — ассистент,
- старший преподаватель,
- доцент (с 1972 года),
- профессор (с 1991 года)[2].

Был заведующим кафедрой физиологии человека и животных КГУ с 1991 по 1996 год.
Скончался 29 апреля 1996 года в Казани.

## Научная деятельность
Тема кандидатской диссертации «О некоторых механизмах контрактуры мышц передней брюшной стенки». Научный руководитель — профессор Лев Николаевич Зефиров.
Доктор биологических наук с 1990 года. Тема докторской диссертации «Тонические защитные рефлексы и дискоординация деятельности мышц при интенсивных висцеральных влияниях» (Казань, 1987).
Профессор Казанского университета с 1991 года.
Научные интересы:
- нейрофизиология,
- проблемы боли,
- управление движением,
- физиология двигательного аппарата.

Основал новое научное направление по изучению механизмов тонических защитных рефлексов скелетных мышц при интенсивных висцеральных влияниях у человека и животных. Разработал оригинальную классификацию защитных рефлексов скелетных мышц, возникающих на фоне длительного болевого раздражения.
Разработал программу исследования влияния раздражения кожных, мышечных и висцеральных афферентов на двигательные механизмы у животных и человека.
Провёл экспериментальные и клинические исследования защитного напряжения мышц брюшной стенки при заболеваниях внутренних органов. Описал электромиографическую картину тонического рефлекса. Разработал электромиографический метод диагностики острых заболеваний брюшной полости.
Установил основные механизмы и условия деятельности сегментарного аппарата спинного мозга при развитии тонических защитных реакций спинных мышц в ответ на влияние со стороны внутренних органов.
Разработал метод функциональной диагностики координации работы мышц, внедрённый в клиниках и в спортивной медицине.

## Публикации
- Алатырев В.И., Зефиров Л.Н. Защитное напряжение мышц брюшной стенки и физиологические механизмы. – Казань: Изд-во Казан. ун-та, 1971. – С. 137.
- Алатырев В.И., Звёздочкина Н.В., Зефиров Л.Н. Постишемические изменения функций спинного мозга. – Казань: Изд-во Казан. ун-та, 1982. – 94 с.
- Алатырев В.И. Изменение рефлекторной возбудимости спинальных мотонейронов у больных острым аппендицитом // Физиология двигательного аппарата и физиология труда. – Казань: Изд-во Казан. ун-та, 1978. – С. 93–96.